# Panzer IV
Panzer IV punim imenom Panzerkampfwagen IV je bio srednji tenk razvijen u nacističkoj Njemačkoj kasnih 1930-ih. Panzer IV činio je okosnicu njemačkih oklopnih snaga u Drugom svjetskom ratu.

## Razvoj
Ideju o razvoju novog srednjeg tenka, koji će po svojim odlikama i naoružanju biti na granici s teškim tenkom, prvi je put dao general Heinz Guderian. Navodno je sam Adolf Hitler zatražio od Kruppa, Rheinmetall-Brosiga i MAN-a da razviju vozilo Begleitwagen (BW). Neki izvori navode da je oznaka vozila bila Bataillonsführerwagen. Specifikacija, objavljena 11. siječnja 1934., tražila je vozilo mase do 18 tona, najveće brzine 35 km/h i naoružan topom od 75 mm. Osnovna mu je namjena trebala biti borba protiv protivničkih tenkova kao potpora tenku Panzerkampfwagen III, a sekundarna uništavanje fortifikacija. Sve su tvrtke napravile po jedan prototip koji su testirani tijekom 1935. i 1936. Rheinmetall-Borsigov BW-Vk2001(Rh) rabio je izmijenjeni mjenjač preuzet s Neubaufahrzeuga. Krupoov BW-VK2001(K) i Maschinenfabrik Augsburg Nürnbergov AG (MAN) VK2002 (MAN) dobili su novi MAN-ov mjenjač. MAN je razvio i novi ovjes koji nije bio prihvaćen. Krupp se usredotočio na razvoj kupole dok se MAN posvetio usavršavanju mjenjača. Svi su prototipovi imali slične odlike, a pobjednikom je proglašen Kruppov VK 2001(K).
Nakon obavljenih testiranja, Kruppovi su stručnjaci tijekom 1935. obavili dodatna poboljšanja. Pošto su obavljena dodatna testiranja, Krupp je dobio prvu narudžbu za 20 tenkova. U travnju 1936. novi je srednji tenk dobio oznaku Panzerkampfwagen IV. Prva je serija označena kao Panzerkampfwagen IV Ausf A (Versuchkraftfahrezug 622). Iako neki izvori tvrde da su prvi Panzerkampfwageni IV isporučeni još 1936., većina navodi da je prvi serijski primjerak isporučen u listopadu 1937. Proizvodnja je dovršena u ožujku 1938., nakon proizvedenih 35 tenkova.
Već je inačica Panzerkampfwagen IV Ausf A dobila konfiguraciju koja će se zadržati do kraja proizvodnje. Posadu je činilo pet članova. Zapovjednik, ciljatelj i punitelj sjedili su u kupoli. Ispred njih, u prednjem dijelu vozila sjedili su vozač (lijevo) i radioperater (desno). Komunikacija među posadom obavljala se interkomom. Naoružanje se sastojalo od topa KwK37 L/24 kalibra 75 mm, te dvije strojnice MG13 kalibra 7,9 mm. Debljina oklopa bila je skromnih 15 mm, te je masa bila 18,4 tone. Za pogon je rabljen dvanaestcilindrični benzinski motor Maybach HL108TR snage 250 KS. Najveća brzina koju je mogao postići bila je 31 km/h, a autonomija 150 km.
Prvih pet primjeraka dovršeno je kao prototipovi namijenjeni daljnjim testiranjima. Preostalih 30 tenkova poslano je u borbene postrojbe. U operativnu su uporabu uvedeni 1. travnja 1938. Sudjelovali su u borbama u Poljskoj, Norveškoj i Francuskoj. Zbog pretankog oklopa iz operativne su uporabe povučeni u proljeće 1941.

## Inačice

### Panzerkampfwagen IV Ausf B
Od početka je bilo jasno da je debljina oklopa od samo 15 mm premala za tenk razvijen potkraj tridesetih godina prošlog stoljeća. Zbog toga je njemačka vojska, svjesna da će deblji oklop značiti i veću masu, ipak zatražila da Panzerkampfwagen IV Ausf B dobije pojačani oklop s čeone strane. Tako je debljina oklopa čeonog dijela tijela, kupole i mantlete udvostručena na 30 mm. Zbog toga je masa povećana na 18,8 tona. Unatoč tomu najveća je brzina povećana na 40 km/h. Razlog se skrivao u novom benzinskom motoru Maybach HL120TR snage 320 KS. Ovaj se motor pokazao tako dobrim da će se rabiti na većini kasnijih inačica. Kako bi se optimalno iskoristila snaga motora, mjenjač s pet brzina ZF SRG75 zamijenjen je novim ZF SSG75 sa šest brzina. Povećanjem spremnika za gorivo autonomija je povećana na 200 km.
Prvi je serijski primjerak isporučen u travnju 1938. Do rujna iste godine isporučena su 42 tenka u toj inačici. Panzerkampfwagen IV Ausf B rabljeni su u borbama u Poljskoj, Francuskoj, na Balkanu i Rusiji. Već su iskustva iz Francuske pokazala da i oklop debljine 30 mm nije dovoljno debeo, te su svi tenkovi ove inačice naknadno opremljeni dodatnim oklopom. Svi su preživjeli Panzerkampfwageni IV Ausf B iz operativne uporabe povučeni potkraj 1943.

### Panzerkampfwagen IV Ausf C
Panzerkampfwagen IV Ausf C u osnovi je bio identičan prethodnoj inačici Ausf B, uz tek neke manje izmjene. Od 300 naručenih tenkova isporučeno je tek 134. Šest je tenkova pretvoreno u nosače lansirnih mostova. Zbog preslabog oklopa naknadno je otkazana narudžba za preostalih 160 tenkova. Serijska proizvodnja trajala je od rujna 1938. do kolovoza 1939. U operativnu je uporabu uveden tijekom 1939. te je bio glavni oslonac njemačkih oklopnih snaga u Poljskoj i Francuskoj. Kako bi im se povećala oklopna zaštita, naknadno su na prednji i bočne dijelove tenka postavljene čelične ploče. Preostali tenkovi povučeni su iz operativne uporabe zajedno s tenkovima inačice Panzerkampfwagen IV Ausf B.

### Panzerkampfwagen IV Ausf D
Svi nedostaci uočeni na inačicama Ausf B i Ausf C trebali su biti otklonjeni na inačici Ausf D. Zadržan je čeoni oklop debljine 30 mm, ali je bočni i stražnji podebljan na 20 mm, pa je masa povećana na 20 tona. Serijska je proizvodnja započela u listopadu 1939., prekasno da se tenkovi Ausf D pošalju u Poljsku. Iako je prvobitno naručeno 248 primjeraka, do svibnja 1941. isporučeno ih je 229. Ostala podvozja iskorištena su za proizvodnju dva samovozna topa, 16 za tenkove nosače lansirnih mostova, te jedan za transportera streljiva. Tijekom 1941. jedan je Ausf D testiran s topom KwK39 L/60 kalibra 50 mm. Tenkovi inačice Ausf D rabljeni su u borbama u Francuskoj, na Balkanu, Sjevernoj Africi i u Sovjetskom Savezu. Nikad nisu službeno povučeni iz operativne uporabe, već su tijekom 1943. prebačeni u postrojbe za obuku.

### Panzerkampfwagen IV Ausf E
Najveća izmjena kod Ausfa E, u odnosu na Ausf D bila je novo podebljanje oklopa. Kupola je ostala s prijašnjim debljinama od 30 sprijeda i 20 na bokovima. Oklop na prednjem dijelu tijela podebljan je na 50 mm, a debljina mantleta na 35 mm. Kako su iskustva iz borbi pokazala da su potrebna dodatna ojačanja oklopa, naknadno su na prednju stranu nadgradnje (dio između tijela i kupole najčešće okomitih ili blago zakošenih stranica) dodane ploče debljine 30 mm. Tako je ukupna debljina oklopa povećana na 60 mm. Dodatne ploče od 20 mm postavljene su i na bočne strane tijela i nadogradnje, čime je ukupna debljina povećana na 40 mm.
Proizvodnja je trajala od rujna 1940. do travnja 1941., te su isporučena 223 tenka ove inačice. Rabljeni su u borbama na Balkanu, Sjevernoj Africi i u Sovjetskom Savezu. Nikad nisu povučeni iz operativne uporabe, a zadnji je primjerak uništen tijekom 1944.

### Panzerkampfwagen IV Ausf F
Tijekom 1940. započele su intenzivne pripreme za operaciju Barbarosa - napad na Sovjetski Savez. Unutar tih priprema posebna se pažnja posvećivala oklopnim snagama, koje je trebalo ojačati i kvantitetom i kvalitetom. Zbog toga ne čudi da je narudžba za inačicu Ausf F bila 625 tenkova. Ona je podijeljena između tvrtki Krupp-Gruson (500 primjeraka), Vomag (100) i Nibelungenwerke (25). Na kraju je isporučeno 462 tenka ove inačice, i svi su došli iz Kruppa. Kako je priprema proizvodnje zahtijevala određeno vrijeme, svi tekovi proizvedeni u Vomagu i Nibelungenwerkeu dovršeni su u inačici Ausf F2.
Ausf F dobio je kompletni čeoni oklop debljine 50 mm, uključujući i kupolu. I bočni su oklopi povećani na 30 mm. Stražnji dio kupole također je podebljan na 30 mm, dok su tijelo i nadogradnja dobili oklop debljine 20 mm. Zbog toga je masa povećana na 22,3 t. Kako se ne bi smanjila pokretljivost, umjesto gusjenica širine 38 uporabljene su gusjenice širine 40 cm. Unatoč povećanju mase maksimalna je brzina i dalje bila odličnih 42 km/h, a autonomija 200 km.
Skoro svi Ausfi F završili su na Istočnom frontu, ponajviše kao popuna za već izgubljene tenkove, ali ih je manji broj uporabljen i za ustrojavanje novih postrojbi. Podaci pokazuju da je tijekom 1941. u Sovjetski Savez poslano 438 Ausfa F. Do lipnja 1942., unatoč novim isporukama njihov je broj smanjen na 208. Do početka bitke kod Kurska njemačke snage u Sovjetskom Savezu imale su samo 60 operativnih Ausfa F. Nakon Kurske bitke u operativnoj je uporabi ostalo tek nekoliko.

### Panzerkampfwagen IV Ausf F2
Jedno od najneugodnijih iskustava njemačkih snaga na početku borbi u Sovjetskom Savezu bio je "susret" s tenkovima T-34 i KV-1. Na njihovu sreću sredinom 1941. oba su tenka tek počela stizati u postrojbe te još nisu znatnije utjecali na ishod borbi. No, bilo je samo pitanje vremena kad će se na bojištima pojaviti stotine T-34. U skoro svakom pogledu T-34 je bio bolji od Panzerkampfwagena IV, a posebice uporabom topa F-34 kalibra 76,2 mm i duge cijevi. U usporedbi s njemačkim KwK 40 L/43, sovjetski je top bio znatno učinkovitiji. Tako je na udaljenosti od 1000 m probijao oklop debljine 61 mm. Povrh toga T-34 je imao i znatno učinkovitiji oklop od lijevanog čelika, koji su njemački topovi teško probijali. Zbog toga je 18. studenog 1941. odjel za nabavu njemačke vojske od Kruppa i Rheinmetall-Borsiga zatražio da u što kraćem vremenu razviju top kalibra 75 mm duge cijevi. Do ožujka 1942. top KwK40 L/43 bio je spreman za ugradnju u tenkove. Istog je mjeseca pokrenuta proizvodnja inačice Panzerkampfwagen IV Ausf F2. Do srpnja 1942. dovršeno je 175 Ausfa F2, te je još 24 Ausfa F prenaoružano novim topom. Iako je oklop ostao isti, novi je top donio povećanje mase na 23 t.
Zbog jednostavnosti označavanja 4. lipnja 1942. odlučeno je da se svi tenkovi opremljeni topom KwK40 L/43 označe kao Panzerkampfwagen IV Ausf G.

### Panzerkampfwagen IV Ausf G
Nakon uspjeha s Ausf F2 sljedeća inačica Ausf G će postati prva koja će biti napravljena u velikim količinama. Naručeno je 1750 tenkova, od čega je isporučeno 1687. Proizvodnja je podijeljena između Krupp-Grusona, Vomaga i Nibelungenwerkea, a trajala je od svibnja 1942. do lipnja 1943. Prvih 1275 tenkova dovršeno je s topom KwK40 L/43, a u ožujku 1943. započela je ugradnja topa KwK40 L/48 još duže cijevi. Od lipnja 1942. svi dovršeni primjerci dobili su i dodatne oklopne ploče debljine 30 mm na čeonom dijelu tijela i nadgradnje. Masa je povećana na 23,5 t. Tijekom proizvodnje uvođena su brojna sitnija pobojšanja.
Borbena uporaba Ausfa G započela je nekoliko mjeseci nakon početka proizvodnje. Prva veća operacija bila je njemačka proljetna ofenziva koja je započela u lipnju 1942., a u kojoj je sudjelovalo 170 primjeraka. Tenkovi Ausf G bili su nositelji borbenih djelovanja tijekom bitke kod Kurska. Procjenjuje se da je u toj bitki sudjelovao 841 Panzerkampfwagen IV Ausf G. Iako se navodi da su u borbenoj uporabi ostali sve do kraja II. svjetskog rata, pitanje je koliko ih je zaista bilo sposobno za borbu tijekom 1945.

### Panzerkampfwagen IV Ausf H
Najveći problem njemačke vojske tijekom 1943. godine, a koji će se protegnuti do kraja rata, bio je nemogućnost nadoknađivanja gubitaka, prije svega na sovjetskom bojištu. Posebno su bili veliki gubici aviona i tenkova. Zbog toga ne čudi da je inačica Panzerkampfwagen IV Ausf H, čija je proizvodnja započela u travnju 1943. ujedno i najbrojnija inačica Panzerkampfwagena IV.
U početku proizvodnje Ausf H je bio identičan inačici Ausf G, osim što je od početka ugrađivan top KwK40 L/48. Na osnovni oklopa debljine 50 mm dodavala se čelična ploča debljine 30 mm. Od lipnja 1943. umjesto dodatne ploče pokrenuta je proizvodnja tijela i nadgradnje s čeonim oklopom debljine 80 mm. Time je masa povećana na 25 t. Od prosinca 1943. započelo je postavljanje dodatnih čeličnih ploča i na bokove vozila. Do srpnja 1944. dovršeno je 3774 Ausfa H. U međuvremenu je u siječnju 1943. započela proizvodnja tenka Panther I, koji je razvijen kao izravan odgovor na sovjetski T-34.
Trideset je Ausfa H pretvoreno u samovozne topove Sturmgeschütz IV, a 130 u samovozne haubice Brummbär.

### Panzerkampfwagen IV Ausf J
Iako je početak serijske proizvodnje tenka Panther trebao značiti i kraj proizvodnje Panzerkampfwagena IV, zbog ogromne potrebe za tenkovima to se ipak nije dogodilo. Zbog toga je razvijena inačica Ausf J, koja je u donekle bila korak unatrag, iako je donijela i neka značajna poboljšanja. Korak natrag bilo je zadržavanje razine oklopne zaštite s inačice Ausf H, unatoč činjenici da je u međuvremenu sovjetski tenk T-34 tijekom 1944. dobio još moćniji top ZiS-S-53 kalibra 85 mm. Povrh toga potkraj 1944. pojavili su se i prvi tenkovi T-44, preteča tenkova T-54 i T-55.
Kako bi se pojednostavila proizvodnja, uklonjen je sustav za električno pokretanje kupole i pripadajući elektrogenerator. Umjesto toga kupola se morala pokretati ručno. Dobiveni prostor iskorišten je za ugradnju dodatnog spremnika za gorivo, čime je autonomija povećana na 320 km. Neugodna iskustva s masovnim jurišima sovjetskog pješaštva dovela su do ugradnje sustava Nahverteidigungswaffe. Taj je sustav mogao ispaljivati dimne bombe ili rasprskavajuće granate razorne moći kao prosječna ručna bomba, a trebao je štititi tenk od napada pješaštva s male udaljenosti i s bokova. Kako se oklop pokazao preslabim, ubrzo je uslijedilo dodavanje novih čeličnih ploča. Neke su zavarene na osnovni oklop, a neke pričvršćivane kao odmaknute ploče. U prvom slučaju povećavala se otpornost na probojne granate, a u drugom na protuoklopne kumulativne projektile.
Serijska proizvodnja Panzerkampfwagena IV Ausf J započela je u lipnju 1944. i trajala je do ožujka 1945. Iako je prednost imala proizvodnja tenka Panther, proizvedeno je 1758 tenkova Ausf J. Proizvedeno bi bilo i znatno više primjeraka da proizvodnja nije bila ograničena samo na Nibelungenwerke. Krupp se usredotočio na proizvodnju protutenkovskog samovoznog topa Sturmgeschütz IV, a Vomag na lovac tenkova Jagdpanzer IV. Kako se bližio kraj rata gubici su se povećavali. Značajno povećanje gubitaka uslijedilo je nakon savezničkog iskrcavanja na Normandiju (6. lipnja 1944.). Tako tijekom Ardenske ofenzive (trajala je od 16. prosinca 1944. do 25. siječnja 1945.) osam njemačkih oklopnih divizija imalo 399 Panthera i 259 Panzerkampfwagena IV.
Panzerkampfwagen IV Ausf J ostao je u operativnoj uporabi sve do zadnjih bitki II. svjetskog rata na europskom tlu.

## Borbena uporaba
Vrh njemačke kopnene vojske nadao se da će u II. svjetski rat krenuti s oklopnim postrojbama naoružanim tenkovima Panzerkampfwagen III i Panzerkampfwagen IV. No, Hitlerova je agresivna vanjska politika uzrokovala početak rata četiri godine prije nego što je to prvotno planirano. Zbog toga su oklopne postrojbe koje su napale Poljsku uglavnom bile opremljene tenkovima Panzerkampfwagen I i Panzerkampfwagen II. Iako je Panzerkampfwagen IV bio treći po brojnosti, činio je tek 7% oklopnih snaga (1,445 Panzerkampfwagena I, 1,223 Panzerkampfwagena II i samo 211 Panzerkampfwagena IV). Zbog promašene politike naoružavanja poljska je vojska imala još manje tenkova koji su tehnički bili inferiorni njemačkim. Unatoč tomu hrabar otpor poljskog pješaštva naoružanog protutenkovskim puškama uzrokovao je znatno veće gubitke od prvotno očekivanih. Iako su se Panzerkampfwageni IV rabili kao potpora pješaštvu, izgubljeno je čak 76 primjeraka. Od toga je 19 trajno otpisano. Tijekom napada na Poljsku kao najveći se problem pokazao tanak oklop, zbog čega su svi preživjeli Panzerkampfwageni IV dobili dodatne ploče čeličnog oklopa.
Zbog male proizvodnje njemačke su oklopne snage 10. svibnja 1940. u trenutku napada na Francusku, Belgiju i Nizozemsku imale samo oko 280 Panzerkampfwagena IV. U usporedbi s oko 2440 tenkova to je zaista neznatan broj. Do tog trenutka proizvodnja Panzerkampfwagena III premašila je proizvodnju Panzerkampfwagena IV, te su oni postali nosioci djelovanja u Francuskoj. Francuska su iskustva ponovno potvrdila da je oklop Panzerkampfwagena IV pretanak, ali i pokazala da se top KwK37 L/24 kalibra 75 mm može "nositi" s francuskim i britanskim tenkovima (iako je bilo problema s tenkovima Somua S 35 i Char B1 bis). Zapravo njemačka pobjeda u Francuskoj nije ostvarena premoćnom kvalitetom njihovih tenkova, već prije svega premoćnom taktikom njihove borbene uporabe, prije svega snažnim prodorima po dubini teritorija i dobrom koordinacijom djelovanja sa zrakoplovstvom. Francuzi i Britanci su svoje tenkove grupirali u manje skupine kao potpora pješaštvu, dok su Nijemci formirali oklopne divizije koje su masovnim napadima probijale protivničku obranu. Kad bi je probili, ostvarivali bi duboke prodore u protivničku pozadinu, ne dozvoljavajući mu da ponovno formira učinkovitu crtu obrane. Zbog pretankog oklopa gubici Panzerkampfwagena IV bili su veliki. Od 10. do 20. svibnja oštećeno je 127 ovih tenkova, od čega je 14 moralo biti trajno otpisano. Od 21. do 31. svibnja gubici su se dramatično povećali čak je 63 Panzerkampfwagena IV trajno otpisano. Nakon okončanja bitke za Dunkirk, gubici su se naglo smanjili. Tako je do okončanja borbi 30. lipnja 1940. oštećeno tek 20 Panzerkampfwagena IV, a svi su popravljeni i vraćeni u postrojbe.
Prvi su Panzerkampfwageni IV stigli u Sjevernu Afriku u proljeće 1941. Njih 40 malo je rabljeno u borbama jer je top KwK37 L/24 bio potpuno neučinkovit protiv suvremenih savezničkih tenkova. Situacija se dramatično promijenila kad su stigli prvi Panzerkampfwageni IV Ausf F2. Prvih deset primjeraka došlo je u svibnju 1942. i odmah su se pokazali najboljim tenkovima na tom bojištu. 
Prema izvješću njemačkog afričkog korpusa od 11. kolovoza 1942. Panzerkampfwagen IV Ausf F2 bio je sposoban uništiti sve protivničke srednje tenkove na udaljenosti od 1500 m, a lake na udaljenosti od 2000 m. Jedini je problem što se zbog dužine cijevi lako primijete te se odmah sva neprijateljska paljba usmjeri na njih. Zbog toga su ih rabili zajedno s tenkovima Panzerkampfwagen III, i to samo onda kad bi se morali sukobiti s teško oklopljenim tenkovima. Sve do kraja njemačkog djelovanja u Sjevernoj Africi Panzerkampfwageni IV Ausf F2 (ili Panzerkampfwageni IV special kako su ih lokalno nazvali) bili su nadmoćniji savezničkim tenkovima. Jedini je problem bio što ih nikad nije bilo dovoljno.
Daleko najteže bojište na kojem je djelovao Panzerkampfwagen IV (te svi ostali njemački tenkovi) bilo je sovjetsko. U samom početku napada na Sovjetski Savez njemački su tenkovi bili ili bolji ili podjednaki sovjetskim. Ali onda su na bojišta počeli u većem broju dolaziti tenkovi T-34 i KV-1. Povijest razvoja Panzerkampfwagena IV od 1941. do kraja rata zapravo je povijest pokušaja da se parira sovjetskim tenkovima. Do kraja II. svjetskog rata Panzerkampfwagen IV je izgubio tu utrku jer su ga T-34/85, a posebno T-44, premašili u svakom pogledu.
U trenutku savezničkog iskrcavanja na Normandiju devet njemačkih oklopnih divizija imalo je 748 Panzerkampfwagena IV, uglavnom inačica Ausf G i H. Prve su borbe pokazale da su Panzerkampfwageni IV superiorniji tenkovima Cromwell, Churchill i Sherman M4A2. Tek su se tenkovi Sherman M4A4, Sherman Firefly i Achilles, te lovac tenkova M10 mogli ravnopravno "nositi" s njemačkim protivnikom. Nakon što prvi pokušaji uništenja savezničkog mostobrana nisu uspjeli saveznici su u Francusku počeli dopremati ogromne količine naoružanja, tako da su već kvantitetom nadmašivali njemačke mogućnosti. Njemački su kapaciteti, načeti neprestanim bombardiranjima i sve većim nedostatkom sirovina, polako slabili.
Vrhunac svoje borbene moći Panzerkampfwagen IV imao je od ljeta 1942. do ljeta 1943. Sveukupno je proizvedeno nešto manje od 9000 primjeraka ovoga tenka čime je postao najmasovnije proizvedeni njemački tenk svih vremena.

### Prenamjene
Uz žestoko protivljenje Guderiana i drugih pripadnika njemačkih mehaniziranih snaga Hitler je donio odluku o gradnji novih oklopnih modela koristeći kao osnovu Panzer IV i njegove tvorničke kapacitete. Sveukupno nešto manje od 450 ovih tenkova je prenamijenjeno različitim tipovima kupola u protuzrakoplovne tenkove. Napravljeno je još i tristotinjak oklopnih vozila imena Sturmpanzer IV namijenjenih borbi protiv pješaštva i utvrđenih pozicija.
Opći bijes vojnog stožera izazvala je odluka o izgradnji velikog broja oklopnih vozila StuG IV na šasiji Panzera IV. Napravljeno je više od 1100 primjeraka unatoč mišljenjima da je StuG III dovoljno dobar i da nije trebalo smanjivati proizvodnju samog Panzera IV.
Najuspješnijom konverzijom ovog tenka na kraju postaje Jagdpanzer IV, vjerojatno prvo pravo moderno protutenkovsko oklopno vozilo. Bio je omiljen među njemačkim vojnicima i strah i trepet svih drugih. Uspjeh njegove niske siluete bez kupole sa 100 mm oklopa i topom od 75 mm bio je tolik da se razmišljalo o zaustavljanju proizvodnje Panzera IV u njegovu korist. Sveukupno je proizvedeno oko 2000 primjeraka ovog oružja koje se danas nalazi u brojnim muzejima Drugog svjetskog rata.

### Uporaba izvan Njemačke
Tijekom rata ovaj tenk su koristili i Mađarska, Rumunjska, Finska, Bugarska, Španjolska, NDH i Turska. Vrhovni stožer Sovjetskog Saveza je čak bio izdao naređenja da se obvezno koriste zarobljeni tenkovi Panzer IV i njegove različite verzije, dok se istovremeno nisu koristili preoteti njemački Tigrovi.
U pedesetim i šesdesetim godinama dvadesetog stoljeća Panzer IV su još uvijek koristili: Bugarska, Finska, Jugoslavija, Španjolska, Sirija, Egipat i Jordan. Posljednji put je korišten u Šestodnevnom ratu 1967. godine kada je Izrael napao svoje susjede.

### Zajednički poslužitelj
|  | Zajednički poslužitelj ima stranicu o temi Panzer IV    |
|  | Zajednički poslužitelj ima još gradiva o temi Panzer IV |